# Yonezu Kenshi
Yonezu Kenshi (米津 玄師 (Mễ Tân Huyền Sư) sinh ngày 10 tháng 3 năm 1991) là một ca sĩ - nhạc sĩ sáng tác nhạc pop người Nhật, cũng là nhà sản xuất âm nhạc và họa sĩ minh họa. Anh bắt đầu làm và phát hành nhạc Vocaloid dưới nghệ danh hachi (ハチ ) vào năm 2009. Năm 2012, anh ra mắt dưới tên thật, phát hành các bài hát với giọng hát của chính mình.

## Tiểu sử

### Sự nghiệp âm nhạc sớm
Yonezu Kenshi sinh ngày 10 tháng 3 năm 1991, ở vùng nông thôn Tokushima, Nhật Bản trong một gia đình nghèo. Khi còn nhỏ, Yonezu cảm thấy khó khăn khi giao tiếp với người khác, đặc biệt là cha mình. Yonezu thường cảm thấy chỉ có mẹ mới hiểu được mình.
Bước đột phá đầu tiên vào âm nhạc của Yonezu là vào năm 2006 trong năm thứ hai ở trường trung học cơ sở, anh thành lập một ban nhạc với người bạn của mình là Hiroshi Nakajima, được gọi là late Rabbit Edda, để chơi cho các lễ hội văn hóa của trường. Anh là ca sĩ, nhạc sĩ và đôi khi là người chơi guitar còn Nakajima là người chơi guitar chủ đạo. Cuối năm 2007, anh lập một trang web cho ban nhạc nơi đăng lời của các bài hát và tiểu thuyết ngắn. Yonezu đã viết các bài hát cho ban nhạc và từ tháng 4 năm 2008 đến tháng 3 năm 2009 và đã tải 24 bài hát gốc lên trang web chia sẻ video Nico Nico Douga bằng tên hachi. Không có bài hát nào thực sự nổi tiếng, trong đó "Beelzebub" nổi tiếng nhất cũng chỉ nhận được 23.000 lượt xem. Yonezu đã tạo blog của mình trong giai đoạn này và gọi nó là Tekitō Edda (適当EDDA).
Yonezu chuyển đến Osaka sau khi học trung học, và bắt đầu theo học một trường mỹ thuật. Khi còn là sinh viên ở đó, anh bắt đầu tải lên các bài hát do Hatsune Miku hát bằng cách sử dụng phần mềm Vocaloid Hatsune Miku. Bài hát phát hành năm 2009 của anh, "Musunde Hiraite Rasetsu to Mukuro" (結ンデ開イテ羅刹ト骸) là bài hát đầu tiên của anh nhận được hơn 1.000.000 lượt xem trên trang web. Mặc dù Yonezu đã tải lên hơn 30 bài hát do chính anh hát, anh đã xóa chúng khi các bài hát Vocaloid của anh trở nên phổ biến hơn. Yonezu đổi tên blog của mình là Denshi-chō Hachibangai (帖 八, "Đại lộ máy tính xách tay số 8") và đó là 1 trong 5 blog được trao Giải Kim cương tại Giải thưởng WebMoney năm 2009.
Vào tháng 12 năm 2009, bài hát "Clock Lock Works" của Yonezu đã được giới thiệu trong album tổng hợp Out Tunes, "Supernova", đây là lần đầu tiên một bài hát của anh xuất hiện trong album. Vào tháng 1, "Musunde Hiraite Rasetsu to Mukuro" đã được giới thiệu trên "Vocalolegend feat. Hatsune Miku", album tổng hợp top 10 oricon thứ hai của Tunes.  Yonezu đã phát hành hai album tự sản xuất vào năm 2010 : "Hanataba cho Suisou" vào tháng 2 và "Official Orange" vào tháng 11. Trong năm 2010 và 2011, các bài hát của Yonezu đã được xuất hiện trong nhiều album, bao gồm cả "vocalxus feat. Cap", đó là album Vocaloid thứ hai đạt vị trí số một trên bảng xếp hạng album của oricon. Các bài hát của anh còn được giới thiệu trên các game "Hatsune Miku : Project DIVA Extend" (2011) và "Hatsune Miku : Project DIVA F" (2012), và trong buổi hòa nhạc "Hatsune Miku - Miku no Hi Dankanshasai" (2012), đã trở thành DVD/Blu-ray số một cho ca sĩ ảo.  Trên tài khoản Nico Nico của hachi, bảy bài hát của anh đã được xem hơn 1.000.000 lần,  bao gồm cả bài hát "Matryoshka", đã đạt 5.000.000 lượt xem vào năm 2012.
Vào tháng 4 năm 2010, Yonezu đã tham gia cộng đồng hoạt hình "Minakata Kenkyūjo" (南方研究所, "Phòng thí nghiệm phía Nam"), một nhóm mà anh đã làm việc cùng kể từ video "Clock Lock Works" vào tháng 11 năm 2009. Vào ngày 23 tháng 1 năm 2011, Yonezu đã tải lên video Vocaloid cuối cùng trên tài khoản Hachi 8 của mình trong khoảng ba năm.
Late Rabbit Edda vẫn hoạt động cho đến năm 2010. Họ được đổi tên thành Ernst Eckman và thêm một tay trống tên Sumimoto vào đội hình của họ. Với tư cách là Ernst Eckman, họ đã phát hành một bài hát duy nhất trên MySpace, "Oborozuki to Sono Kōan" (ボ ロ ヅ キ と 考 案, "Trăng lưỡi liềm và kế hoạch đó"). Yonezu bắt đầu cảm thấy rằng mình không làm việc tốt với người khác và quyết định làm việc một mình với các bài hát Vocaloid, rời ban nhạc.

### Balloom, Debut chính
Vào tháng 3 năm 2011, Yonezu và bảy nhạc sĩ khác đã tạo ra Balloom, một nhãn hiệu âm nhạc độc lập cho các nhạc sĩ Internet để mở rộng cơ hội âm nhạc của họ. Album đầu tay của anh phát hành năm 2012, Diorama, ra mắt ở vị trí thứ 6 và bán được hơn 45.000 bản, trở thành phát hành lớn nhất trên nhãn cho đến nay. Album là một trong những người chiến thắng Giải thưởng CD Shop thứ 5, một giải thưởng được bình chọn bởi nhân viên cửa hàng âm nhạc. Yonezu được chọn là một nghệ sĩ nhãn hiệu lớn dưới Universal Sigma, và ra mắt vào tháng 5 năm 2013 với đĩa đơn "Santa Maria". Anh ấy đã thay đổi để làm việc với các nhạc sĩ làm những việc tương tự như anh ấy.
Ngày 28 tháng 10 năm 2013, Yonezu đã phát hành bài hát Vocaloid đầu tiên của mình sau hai năm rưỡi, "Donut Hole" (ド ー ナ ツ, Dōnatsu Hōru), với việc sử dụng một ban nhạc sống và giọng hát Gumi Megpoid. Yonezu Kenshi đã phát hành album thứ hai của mình, Yankee, vào ngày 23 tháng 4 năm 2014, tiếp theo là buổi hòa nhạc đầu tiên trong sự nghiệp vào ngày 27 tháng 6. Bài hát "Eine Kleine" của Yonezu được viết cho Tokyo Metro trong chiến dịch thương mại năm 2014.
Yonezu tiếp tục nổi tiếng với việc phát hành album Bremen vào năm 2015 và Bootleg vào năm 2017. Được thúc đẩy bởi các đĩa đơn "Loser / Number Nine", "Orion" và "Peace Sign", Bootleg đã giành giải Album của năm tại Giải thưởng kỷ lục Nhật Bản lần thứ 60 và đưa Yonezu trở thành ngôi sao âm nhạc nổi tiếng nhất quốc gia.
Ngày 31 tháng 12 năm 2018, Yonezu đã xuất hiện trên chương trình truyền hình trực tiếp NHK Kōhaku Uta Gassen lần thứ 69 - một chương trình âm nhạc hoành tráng vào cuối năm và là một trong những chương trình âm nhạc uy tín nhất của Nhật Bản. Anh đã trình diễn bản hit 2018, Lemon trực tiếp từ Tokushima - quê nhà của mình, đánh dấu lần đầu tiên một đoạn của Kōhaku Uta Gassen được phát sóng từ tỉnh Tokushima.  Các bài hát Uchiage Hanabi và Paprika, đều do Yonezu sáng tác, cũng được trình diễn tại sự kiện này. Năm 2019, "Machigai Sagashi", được viết bởi Yonezu và được hát bởi Suda Masaki, xếp thứ 6 trong bảng xếp hạng cuối năm của Billboard Nhật Bản, trong khi "Uma to Shika" của Yonezu xếp thứ 5. Những bài hát thành công này giúp họ giành được giải thưởng đặc biệt trong Giải thưởng Kỷ lục Nhật Bản lần thứ 61. "Machigai Sagashi" cũng đã giành giải Video nhạc pop hay nhất năm 2019 MTV Video Music Awards Nhật Bản. Paprika của Foorin, được viết bởi Yonezu, cũng đã giành giải Grand Prix trong Giải thưởng Kỷ lục Nhật Bản lần thứ 61, khiến nhóm Foorin trở thành những người chiến thắng trẻ nhất trong lịch sử giải thưởng này.

## Sự nghiệp
Yonezu tự viết lời và sáng tác nhạc cho tất cả các ca khúc của mình. Trong các bài hát Vocaloid cũng như album độc lập "diorama", anh cũng tự mình arrange, lập trình, mix và chơi tất cả các nhạc cụ.  Khi chuyển đến Universal, Yonezu bắt đầu làm việc với một ban nhạc để biểu diễn các ca khúc của mình. Các ban nhạc Nhật Bản như Bump of Chicken, Asian Kung-Fu Generation và RADWIMPS và tác phẩm và phong cách của các tác giả Nhật Bản như Miyazawa Kenji, Mishima Yukio đã có ảnh hưởng rất lớn đến lời bài hát của anh. Với các hình minh họa, anh cảm thấy được truyền cảm hứng từ các tác phẩm của Edward Gorey. Yonezu thường sáng tác các bài hát trên nền guitar, nhưng đôi khi cũng sử dụng trống để tạo thêm giai điệu sinh động.
"Suna no Wakusei" (砂の惑星) (tên chính thức là "DUNE" bằng tiếng Anh) là một bài hát do hachi sáng tác và arrange sau một thời gian dài vắng bóng trên sân khấu nhạc VOCALOID kể từ tác phẩm trước đó của anh là "Donut Hole".  Đây là bài hát chủ đề cho "Hatsune Miku Magical Mirai 2017" và được giới thiệu trong "Magical Mirai 2017 Official Album".  Nó đã lọt vào Hall of Fame của NicoNico và nhanh chóng vượt qua 1 triệu lượt xem trên YouTube ngay sau khi tải lên.
Anh đã làm việc với tư cách một producer cho các nhạc sĩ khác nhiều lần. Bài hát đầu tiên anh sáng tác và arrange dưới tư cách một producer là cho ca sĩ Internet Lasah của "Nilgiri" (ニルギリ) vào năm 2010. Anh sáng tác và sản xuất ca khúc "Escape Game" (エスケープゲーム) cho mini album của ca sĩ AniSong LiSA - "Letters to U" (2011). Anh cũng đã làm việc cho một bản phối lại cho nhạc kết của anime "Ano Hi Mita Hana no Namae wo Bokutachi wa Mada Shiranai" là "Secret Base" (Kimi ga Kureta Mono) (That Dizzy Days Ver) được phát hành năm 2013.
Ngoài một buổi biểu diễn trực tuyến trên Ustream mỗi tháng, Yonezu không biểu diễn trực tiếp thường xuyên. Ban nhạc trung học của anh, late Rabbit Edda, đã biểu diễn trực tiếp một lần vào ngày 26 tháng 8 năm 2008,  và đăng ký biểu diễn trong cuộc thi âm nhạc tuổi teen Senkō Riot. Ban nhạc đã vượt qua vòng băng thử nghiệm, nhưng không thể vượt qua phòng thu trực tiếp và vào cuộc thi trực tiếp cuối cùng.  Yonezu cũng từng biểu diễn với nghệ danh hachi trong một số sự kiện Vocaloid. Mặc dù ra mắt sự nghiệp solo vào năm 2012, anh ấy đã không tổ chức bất kỳ buổi biểu diễn trực tiếp nào trong hai năm. Buổi hòa nhạc đầu tiên của anh được lên kế hoạch vào ngày 27 tháng 6 năm 2014, hai tháng sau khi phát hành "YANKEE".
Yonezu đã vẽ tất cả các video đầu tiên của mình trên NicoNico Douga bằng cách sử dụng máy scan hoặc pen tablet để vẽ. Khi cha mẹ mua máy tính năm anh 10 tuổi, Yonezu đã thực hiện và tải lên các video hoạt hình flash cho các bài hát của Bump of Chicken trên Internet. Anh tiếp tục minh họa cho album "diorama" của mình, tự vẽ các video âm nhạc và ảnh bìa, với sự giúp đỡ của các thành viên của Minakata Kenkyūjo (Phòng thí nghiệm phía Nam). Các bản phát hành trên Universal của anh ấy cũng có hình minh họa do chính anh ấy vẽ. Yonezu chủ yếu sử dụng Adobe Photoshop Elements, Adobe After Effects và Corel Painter Essentials cho việc làm các hoạt ảnh, hoạt hình. Hình minh họa của Yonezu đã trở thành tranh vẽ độc quyền cho tạp chí âm nhạc "Rockin' On Japan" bắt đầu từ số tháng 8 năm 2013. Art book của anh, "Kaijū Zukan", bao gồm các nhân vật hư cấu mà Yonezu đã vẽ.
Để sáng tác các bài hát, Yonezu sử dụng phần mềm âm nhạc Cakewalk Sonar. Khi bắt đầu tạo nhạc Vocaloid, anh đã sử dụng phần mềm Vocaloid 2 và hầu như chỉ sử dụng giọng hát của Hatsune Miku. Tuy vậy, vào năm 2010, Yonezu đã bắt đầu sử dụng Megurine Luka và Gumi trong các bài hát Vocaloid của mình. Album "Hanataba to Suisō" (Bó hoa và lễ tang) của anh chỉ sử dụng giọng của Hatsune Miku trong khi "Official Orange" lại sử dụng cả 3 giọng hát Hatsune Miku, Megurine Luka, Gumi, và cả giọng hát của chính anh trong ca khúc "Yuen Shigai' (遊園市街, "Đường phố trong công viên giải trí").

## Album và các bài hát

### Album
Album với tư cách hachi:
- "花束と水葬" (2010)
- "OFFICIAL ORANGE" (2010)

Album với tư cách Yonezu Kenshi:
- "diorama" (2012)
- "YANKEE" (2014)
- "Bremen" (2015)
- "Bootleg" (2017)
- "STRAY SHEEP" (2020)
- "Lost Corner" (2024)

### Những bài hát với phần mềm VOCALOID
- DUNE hay Sand Planet (砂の惑星) với Hatsune Miku.
- MATORYOSHKA với Hatsune Miku và GUMI.
- Musunde Hiraide Rasetsu to Mukuro với Hatsune Miku. (Bài hát này đã biểu diễn ở show Miku Live!)
- DONUT HOLE với GUMI.
- Rinne (リンネ) với Hatsune Miku.

### Những bài hát với giọng hát của chính anh
- vivi, được đăng tải lên vào ngày 15 tháng 03 năm 2012.
- Go Go Ghost Ship, được đăng tải lên vào ngày 19 tháng 02 năm 2012.
- Love and Disease (恋と病熱), được đăng tải lên vào ngày 06 tháng 04 năm 2012.
- Santa Maria (サンタマリア), được đăng tải lên vào ngày 23 tháng 04 năm 2013.
- MAD HEAD LOVE, được đăng tải lên vào ngày 20 tháng 09 năm 2013.
- Living Death Youth (リビングデッド・ユース), được đăng tải lên vào ngày 14 tháng 03 năm 2014.
- WOODEN DOLL, được đăng tải lên vào ngày 23 tháng 04 năm 2014.
- Eine Kleine (アイネクライネ), được đăng tải lên vào ngày 31 tháng 03 năm 2014.
- Flowerwall, được đăng tải lên vào ngày 07 tháng 01 năm 2015.
- Metronome (メトロノーム), được đăng tải lên vào ngày 08 tháng 10 năm 2015.
- Flourite (フローライト), được đăng tải lên vào ngày 11 tháng 09 năm 2015.
- LOSER, được đăng tải lên vào ngày 15 tháng 09 năm 2016.
- orion, được đăng tải lên vào ngày 02 tháng 02 năm 2017.
- Peace Sign (ピースサイン), được đăng tải lên vào ngày 08 tháng 06 năm 2017.
- Shunrai (春雷), được đăng tải lên vào ngày 05 tháng 12 năm 2017.
- Lemon, được đăng tải lên vào ngày 27 tháng 02 năm 2018.
- Flamingo, được đăng tải lên vào ngày 20 tháng 10 năm 2018.
- TEENAGE RIOT, được đăng tải lên vào ngày 29 tháng 10 năm 2018.
- Spirits of the Sea (海の幽霊), được đăng tải lên vào ngày 28 tháng 05 năm 2019.
- Paprika (パプリカ), được đăng tải lên vào ngày 09 tháng 08 năm 2019.
- Uma to Shika (馬と鹿), được đăng tải lên vào ngày 03 tháng 09 năm 2019.
- Kanden (感電), được đăng tải lên vào ngày 10 tháng 07 năm 2020.
- Campanella (カムパネルラ), được đăng tải lên vào ngày 05 tháng 08 năm 2020.
- Canary (カナリヤ), được đăng tải lên vào ngày 19 tháng 11 năm 2020.
- Pale Blue, được đăng tải lên vào ngày 04 tháng 06 năm 2021.
- Shinigami (死神), được đăng tải lên vào ngày 24 tháng 06 năm 2021.
- POP SONG, được đăng tải lên vào ngày 06 tháng 02 năm 2022.
- M87 (M八七), được đăng tải lên vào ngày 13 tháng 05 năm 2022.
- KICK BACK, được đăng tải lên vào ngày 25 tháng 10 năm 2022.
- LADY, được đăng tải lên vào ngày 05 tháng 04 năm 2023.
- Tsuki Wo Miteita (月を見ていた), được đăng tải lên vào ngày 26 tháng 06 năm 2023.
- Spinning Globe (地球儀?), được đăng tải lên vào ngày 26 tháng 07, 2023.
- Sayonara, Mata Itsuka! (さよーならまたいつか！), được đăng tải lên vào ngày 12 tháng 04, 2024.
- Mainichi (毎日), được đăng tải lên vào ngày 28 tháng 05, 2024.
- RED OUT, được đăng tải lên vào ngày 08 tháng 08, 2024. (giờ Nhật)
- JUNK (がらくた), được đăng tải lên vào ngày 22 tháng 08, 2024.
- Azalea, được đăng tải lên vào ngày 18 tháng 11, 2024.
- Plazma, được đăng tải lên vào ngày 21 tháng 1, 2025.